# Дімок (Південна Дакота)
Дімок (англ. Dimock) — місто (англ. town) в США, в окрузі Гатчинсон штату Південна Дакота. Населення — 137 осіб (2020).

## Географія
Дімок розташований за координатами 43°28′34″ пн. ш. 97°59′17″ зх. д. / 43.47611° пн. ш. 97.98806° зх. д. (43.476005, -97.987925).  За даними Бюро перепису населення США в 2010 році місто мало площу 0,41 км², уся площа — суходіл.

## Демографія
Згідно з переписом 2010 року, у місті мешкало 125 осіб у 55 домогосподарствах у складі 38 родин. Густота населення становила 304 особи/км².  Було 61 помешкання (149/км²).
Расовий склад населення:
| - 100,0 % — білих |

До двох чи більше рас належало 0,0 %. Частка іспаномовних становила 0,8 % від усіх жителів.
За віковим діапазоном населення розподілялося таким чином: 23,2 % — особи молодші 18 років, 49,6 % — особи у віці 18—64 років, 27,2 % — особи у віці 65 років та старші. Медіана віку мешканця становила 48,5 року. На 100 осіб жіночої статі у місті припадало 104,9 чоловіків;  на 100 жінок у віці від 18 років та старших — 95,9 чоловіків також старших 18 років.
Середній дохід на одне домашнє господарство  становив 52 933 долари США (медіана — 48 125), а середній дохід на одну сім'ю — 58 111 долар (медіана — 61 250). За межею бідності перебувало 18,0 % осіб, у тому числі 33,3 % дітей у віці до 18 років та 11,5 % осіб у віці 65 років та старших.
Цивільне працевлаштоване населення становило 82 особи. Основні галузі зайнятості: освіта, охорона здоров'я та соціальна допомога — 23,2 %, виробництво — 17,1 %, науковці, спеціалісти, менеджери — 13,4 %, роздрібна торгівля — 9,8 %.